# Rhabdomys pumilio
Rhabdomys pumilio е вид гризач от семейство Мишкови (Muridae). Видът не е застрашен от изчезване.

## Разпространение и местообитание
Разпространен е в Ангола, Ботсвана, Демократична република Конго, Замбия, Зимбабве, Кения, Лесото, Малави, Мозамбик, Намибия, Свазиленд, Танзания, Уганда и Южна Африка.
Обитава градски местности, пустинни области, градини, храсталаци, савани и плата.

## Описание
На дължина достигат до 10,9 cm, а теглото им е около 40,7 g. Имат телесна температура около 37 °C.
Продължителността им на живот е около 2,9 години. Популацията на вида е стабилна.